# Žralok bílý
Žralok bílý (Carcharodon carcharias) či velký bílý žralok, dříve nazývaný též žralok lidožravý, je žralok z čeledi lamnovití vyskytující se většinou v pobřežních vodách. Dosahuje maximální délky téměř 7 metrů a hmotnosti i více než 3 tun. Typické rozměry jsou ovšem výrazně menší, samice měří obvykle 4,5 až 5 metrů, samci přibližně 4 metry. Pohlavně dospělý bývá tento žralok až po 26 letech a dožívá se i více než 70 let, což z něj činí jednu z nejdéle žijících chrupavčitých paryb. Patří k nejrychlejším žralokům, může nakrátko zrychlit až na 56 km/h. Je považován za člověku velmi nebezpečného predátora, neboť je zodpovědný za nejvíce nevyprovokovaných útoků na lidi mezi všemi žraloky a jako takový byl dlouhodobě systematicky huben námořníky a rybáři. Jeho pronásledování ještě zesílilo po uvedení úspěšného filmu Čelisti. Ve skutečnosti člověka systematicky neloví, smrtelných útoků bývá v průměru jen 1,5 ročně. Živí se především mořskými rybami a savci (zvláště ploutvonožci), v menší míře i plazy a ptáky. Jeho jediným predátorem mimo člověka je kosatka dravá. Podle kritérií IUCN je veden jako zranitelný druh, který může v brzké době čelit hrozbě vyhubení.

## Taxonomie
V roce 1758 dal Carl Linné velkému bílému žralokovi první vědecké pojmenování Squalus carcharias. Později změnil zoolog Andrew Smith rodové jméno na Carcharodon, což pochází z řečtiny a znamená „roztřepený zub“.

### Evoluce, předchůdci

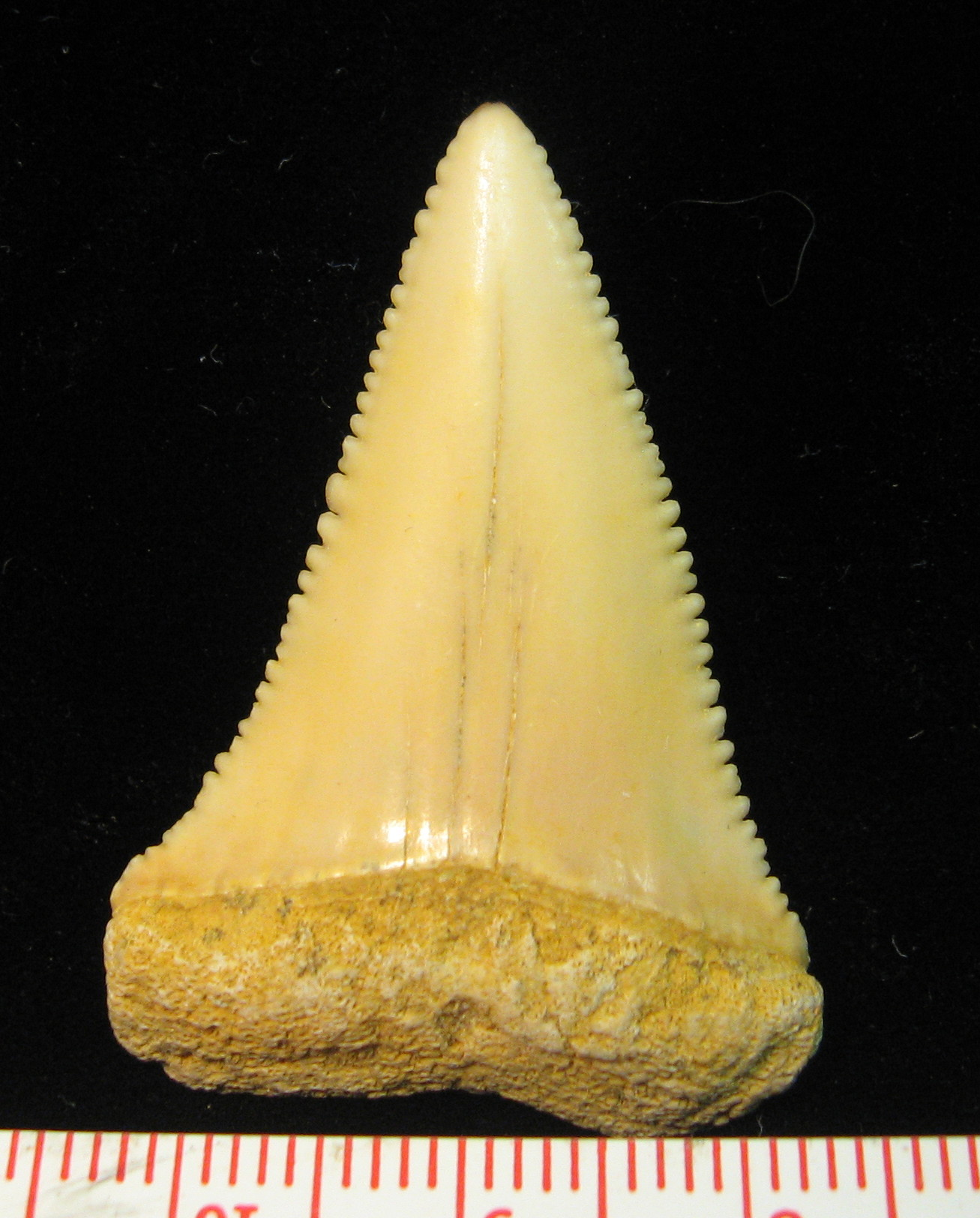
Čtyřcentimetrová fosilie zubu bílého žraloka

Jako druh se velký bílý žralok objevuje ve středním miocénu. Nejstarší známý fosilní nález je přibližně 16 mil. let starý, stáří druhu pak bude o něco vyšší. Fylogeneze je však poněkud nejasná a je předmětem sporů. Původně se předpokládalo, že spolu s obřím druhem Carcharodon megalodon sdíleli společného předka. Jejich zuby jsou tvarově podobné, ale megalodon dosahoval podstatně větších rozměrů (až 17–18 m a 59 tun) než velký bílý. Navzdory rozdílným rozměrům jsou řazeni do stejného rodu. Nová hypotéza nicméně tvrdí, že jsou příbuzní jen vzdáleně s tím, že pouze patří do stejné čeledi Lamnidae. Velmi blízkým příbuzným velkého bílého byl archaický žralok mako Isurus hastalis. Tuto teorii se zdá podporovat nález 222 zubů a 45 obratlů přechodného druhu Carcharodon hubbelli v roce 1988 a následná publikace výsledků výzkumu v roce 2012. Další hypotéza řadí megalodona do rodu Carcharocles, kam jsou řazeni další velkozubí žraloci jako např. Otodus obliquus.
Ze současných druhů má bílý žralok nejblíže k žralokovi mako (Isurus oxyrinchus), žralokovi východnímu (Isurus paucus), žralokovi sleďovému (Lamna nasus) a žralokovi tichooceánskému (Lamna ditropis).

## Rozšíření a biotop

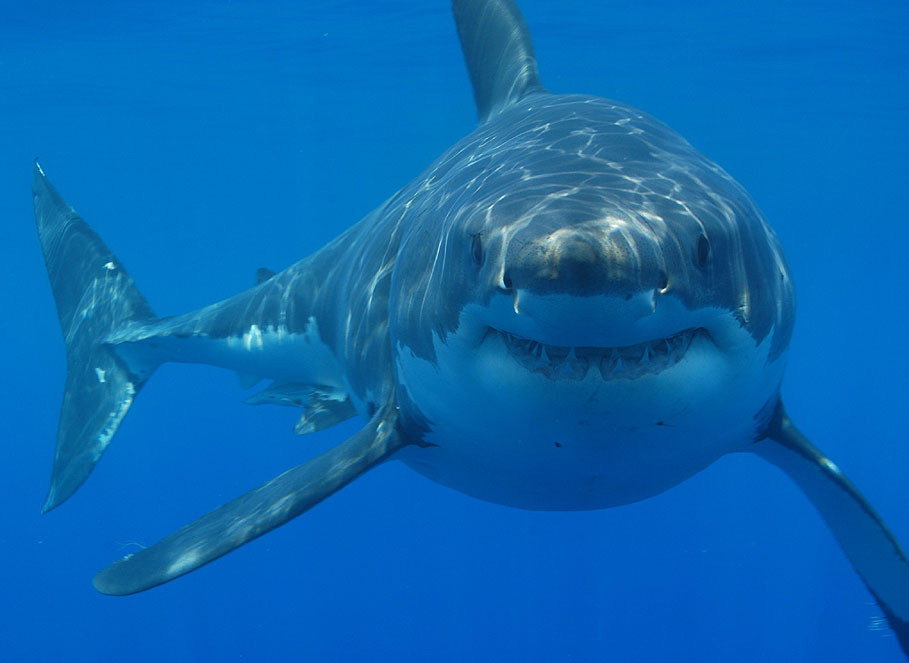
Pohled do tváře velkého bílého žraloka (Jižní Afrika)

Velký bílý žralok žije téměř ve všech pobřežních vodách rozličných oceánů a moří, kde se teplota vody pohybuje mezi 12 °C až 24 °C. Vyšší výskyt druhu je při pobřeží severovýchodu USA a Kalifornie, Jižní Afriky, jižní Austrálie, Japonska, některých ostrovů Oceánie, Chile a Středomoří. Zřejmě nejvyšší koncentrace je poblíže ostrova Dyer nedaleko Kapského Města v Jižní Africe, kde se také provádí většina výzkumů.
Bílý žralok je považován za epipelagickou parybu, což znamená, že většinu svého života se pohybuje v hloubkách do 200 m. Žije tam, kde se vyskytuje jeho hlavní kořist, což jsou ploutvonožci, menší kytovci, jiní žraloci a velké ryby. Na otevřeném oceánu byli žraloci bílí zaznamenáni v hloubkách až 1 200 m a tato pozorování zahýbala obecně přijímaným předpokladem, že jde o pobřežní druh.
Nové studie potvrdily, že žralok bílý je schopen dlouhých migrací. Kalifornští jedinci se na asi 3 až 4 měsíce přesunují k Havajskému souostroví a pak plují zpět. Při cestě se pohybují pomalu a potápějí se do hloubek až 900 m. Podobně pendlují mnohé kusy mezi Austrálií a Jižní Afrikou. Jeden žralok takto urazil asi 20 000 km za méně než 9 měsíců. Důvody těchto přesunů neznáme, předpokládá se nicméně, že je to kvůli potravě či páření.

## Popis

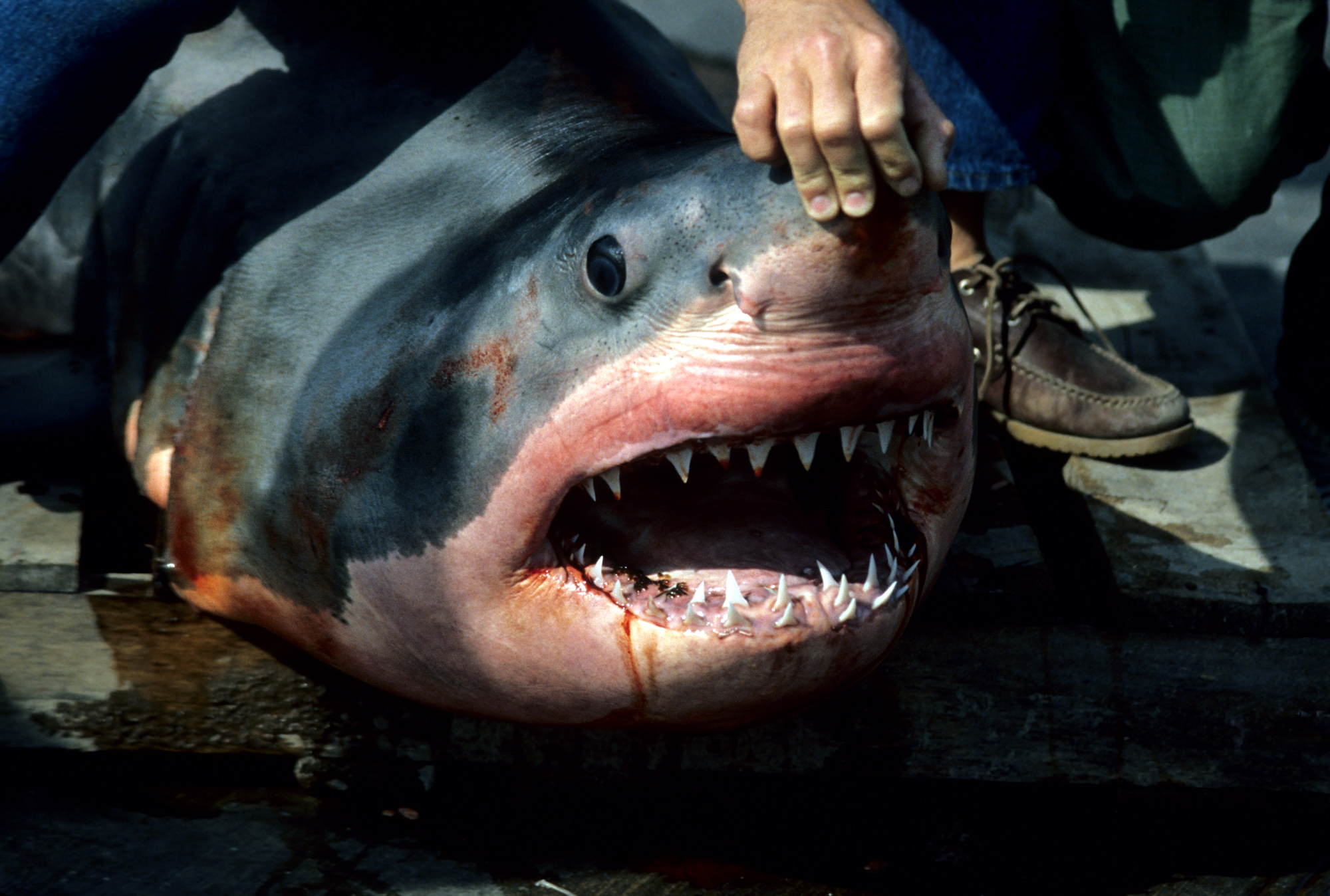
Velký bílý žralok chycený rybářem. Dobře patrné jsou tři řady zubů v dolní čelisti a šedomodré zbarvení horní části těla.

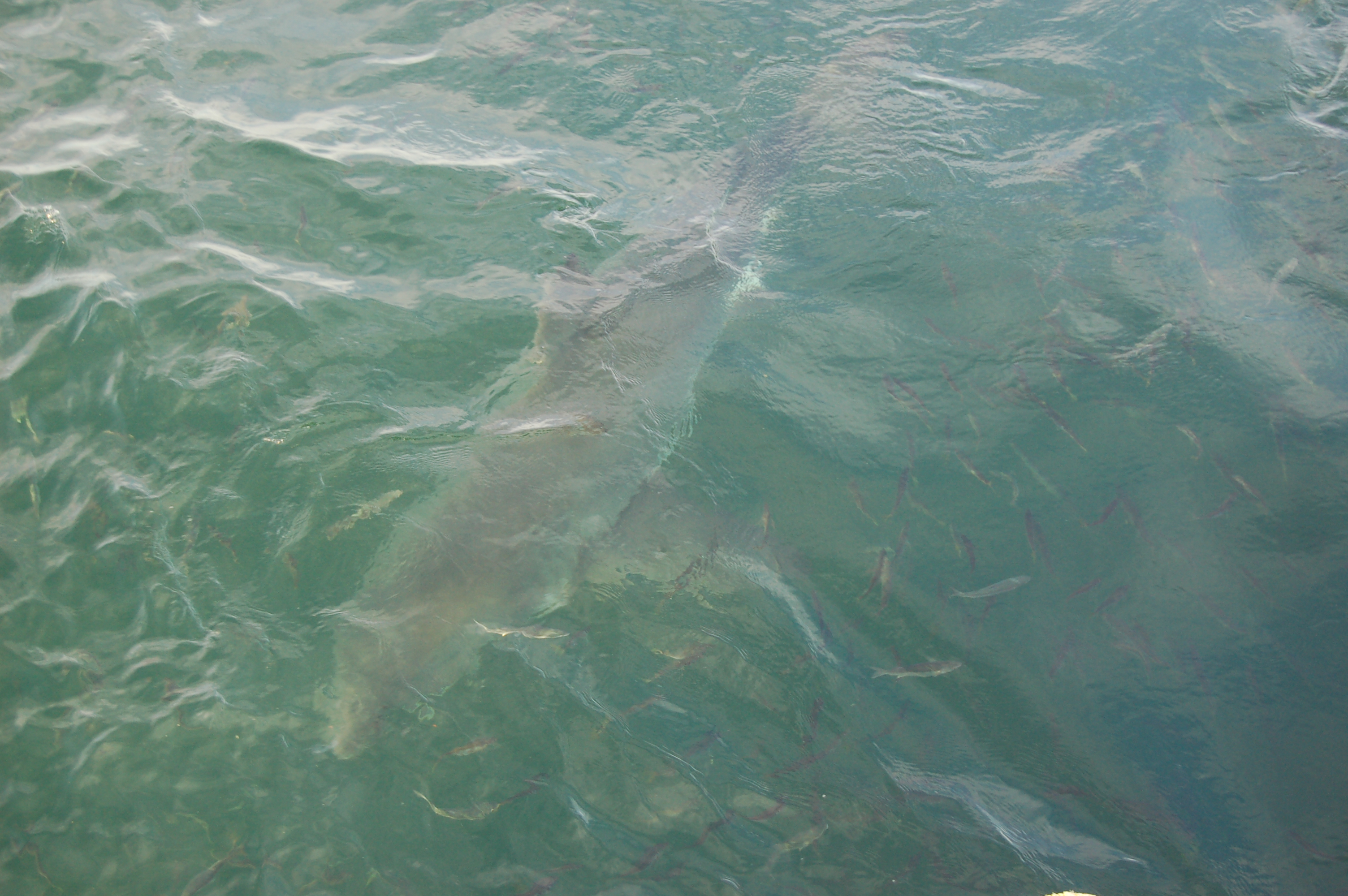
Tmavé zbarvení horní části těla maskuje žraloka bílého při pohledu shora.

Žralok bílý má zavalité kónické tělo. Ocasní ploutev je téměř symetrická, i když horní část je přece jen větší než dolní. Prsní ploutve jsou poměrně velké a široké. Jejich barva je zespodu bílá s černými konci. Hřbetní ploutev má klasický trojúhelníkovitý tvar s mírným vykrojením v zadní části. Mezery mezi žábrami se v dolní části směrem k prsním ploutvím zužují. Oči jsou černé a jsou opatřeny mžurkou. Zbarvení kůže je na vrchu a bocích šedé s modrým nebo hnědým nádechem a je velmi zřetelně odděleno od bílé spodní části těla. Toto zbarvení dělá žraloka špatně viditelným zespodu (splývá se světlou hladinou) a seshora (splývá se dnem či tmavou modří hloubky) a rozbíjí jeho siluetu při pohledu z boku. Jako ostatní žraloci má i velký bílý řady jemně vroubkovaných trojúhelníkovitých zubů, které se často obměňují a nahrazují zuby vypadlé. Když se žralok zakousne, třese hlavou ze strany na stranu, čímž používá čelisti jako ozubenou pilu oddělující maso.

### Velikost

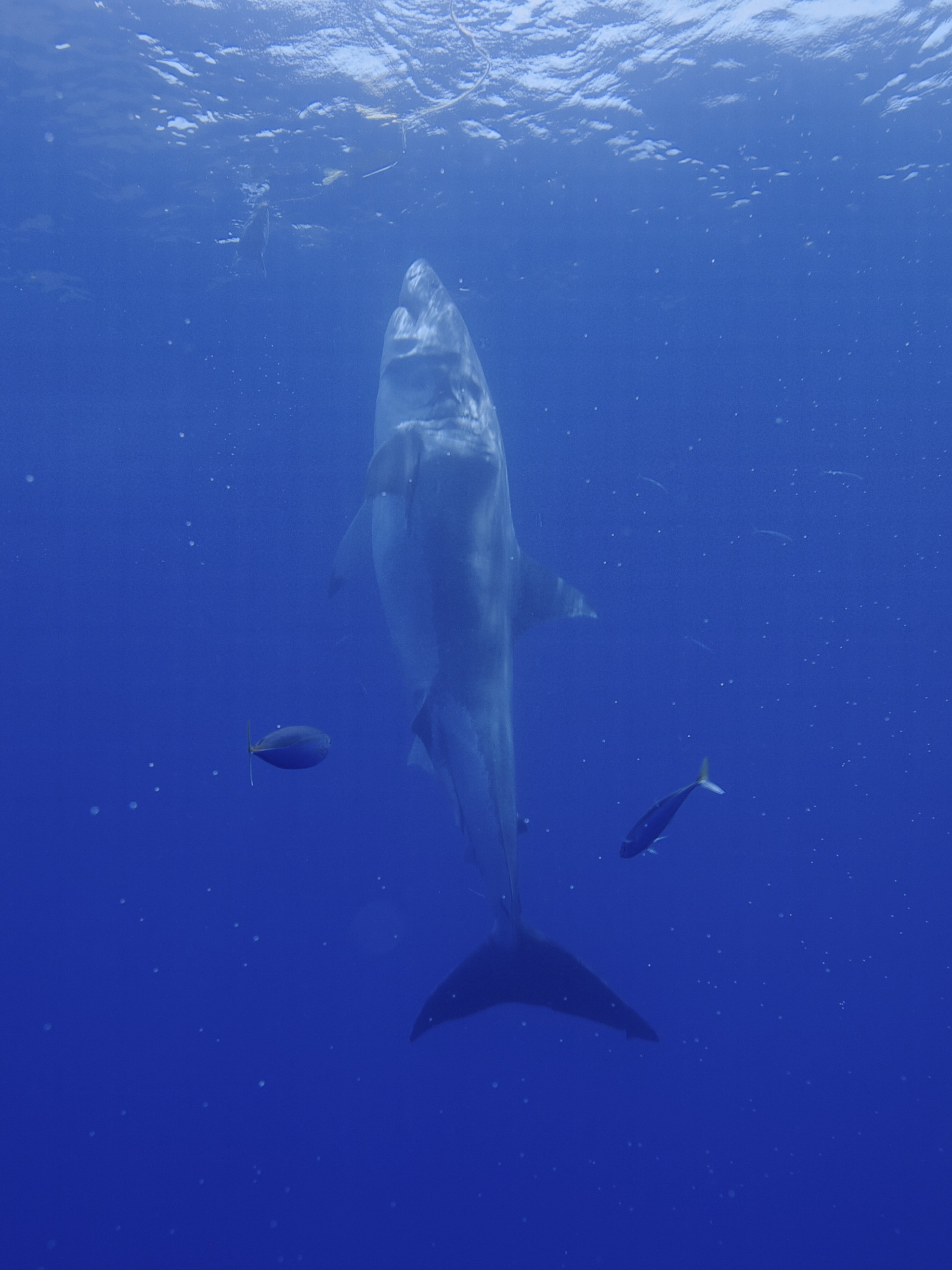
Velký bílý plavající kolmo k hladině

Samci bílých žraloků dosahují pohlavní zralosti při velikosti 3,5–4 m, zatímco samice při délce 4,5–5 m. Dospělí jedinci bývají nejčastěji 4–5,4 m dlouzí a obvykle váží 680–1 100 kg. Samice jsou obecně větší než samci. Za největší změřenou a ověřenou velikost jsou považovány délka 6,4 m a hmotnost 3 324 kg. Ačkoliv se předpokládá, že žraloci dosahující délky okolo 7 m existují, maximální velikost je předmětem stálých sporů. Mnohé zprávy a údaje jsou jen hrubými odhady a spekulacemi, vzniklými za pochybných podmínek. Mezi parybami existují jen tři druhy, které dosahují větších rozměrů než bílý žralok. Jde o žraloka obrovského (Rhincodon typus), žraloka velikého (Cetorhinus maximus) a mantu obrovskou (Manta birostris). První dva jsou delší i těžší, manta je pouze delší (tedy lépe řečeno širší). Všichni tito obři jsou mírumilovní a klidní tvorové, kteří se živí malými živočichy. Existuje množství záznamů o skutečně velkých exemplářích bílých žraloků. Po mnoho desetiletí drželi oficiální rekordy žraloci velcí 11,1 m a 11,3 m. První byl chycen ve vodách jižní Austrálie poblíž Port Fairy v roce 1870, druhý při pobřeží Nového Brunšviku (Kanada) v roce 1930. Vědci postupem doby stále častěji zpochybňovali tyto údaje, neboť daleko převyšovaly veškerá další pozorování a měření. 11,3metrový exemplář byl pravděpodobně zaměněn za žraloka velikého, který se v příbřežních kanadských vodách vyskytuje poměrně často a vzhledově se velkému bílému poněkud podobá. Věrohodnost australského exempláře byla vyřešena v 70. letech 20. století, kdy J. E. Randall zkoumal jeho čelisti a podle nich odhadl délku žraloka na 5 metrů. K chybě došlo zřejmě při zápisu délky do záznamu v roce 1870. Podle Randalla měřil největší ověřený žralok 6 m a byl chycen u Ledge Point v západní Austrálii v roce 1987. V roce 1988 byla Davidem McKendrickem u Ostrova prince Edvarda v zálivu svatého Vavřince chycena samice dlouhá 6,1 m. Mnozí experti však považují za spolehlivý údaj o samici z Kuby z roku 1945, která měřila 6,4 m a vážila 3324 kg. Tento exemplář je nejčastěji považován za největší změřený kus žraloka bílého.
Existuje mnoho dalších tvrzení, pozorování a zpráv, které hovoří o žralocích 6–7+ m dlouhých. Z těch věrohodnějších šlo především o žraloky chycené u Kangaroo Island u Austrálie a u pobřeží Malty. Shodou okolností byli oba odchyceni v dubnu 1987 a oba měřili přibližně 7 metrů (první 23 stopy, druhý 7,13 metru). Ačkoliv metody měření a způsoby ověření vyvolaly pochybnosti, zkoumání dokumentace a zbytků (1996), považují údaje za možné. Důkladná analýza všech dostupných zdrojů v případě maltského žraloka spíše hovoří pro délku zhruba 6–6,8 m.
V 80. letech se ve False Bay u Jižní Afriky údajně několikrát objevil obrovský žralok, jenž získal přezdívku „The Submarine“ (Ponorka). Podle odhadů měl přes 7 m, ale nepodařilo se ho odchytit a změřit. Je však velmi pravděpodobné, že existence tohoto žraloka je přetrvávající mýtus uvedený v život novináři v 70. letech 20. století a čas od času přiživovaný pseudodokumentárními filmy.
V letech 2013–2016 byla u ostrova Guadalupe (západně od Kalifornského poloostrova) a v roce 2019 u Havaje opakovaně nafilmována a vyfotografována obrovská samice nazvaná „Deep Blue“. Podle odhadů a nepřímých měření může dosahovat délky přes 6 metrů, přičemž nejčastěji se udává, že měří 20 až 21 stop, tedy 6,1 až 6,4 metru. Její stáří je odhadováno na 50 let. Bílí žraloci nepřestávají růst ani po dosažení pohlavní zralosti, ačkoliv jejich růst se zpomalí. Nejstarší exempláře tak bývají zároveň největšími.
Mezi dravými žraloky je velký bílý největší, i když žralok tygří dosahuje jen o málo menších rozměrů. V průměru měří dospělí jedinci 3,25–4,25 m a váží přes 400 kg. Největší potvrzený žralok tygří měřil 5,5 metru a jeden neověřený jedinec dokonce 7,4 metru, při hmotnosti 3110 kg.

### Smysly a adaptace

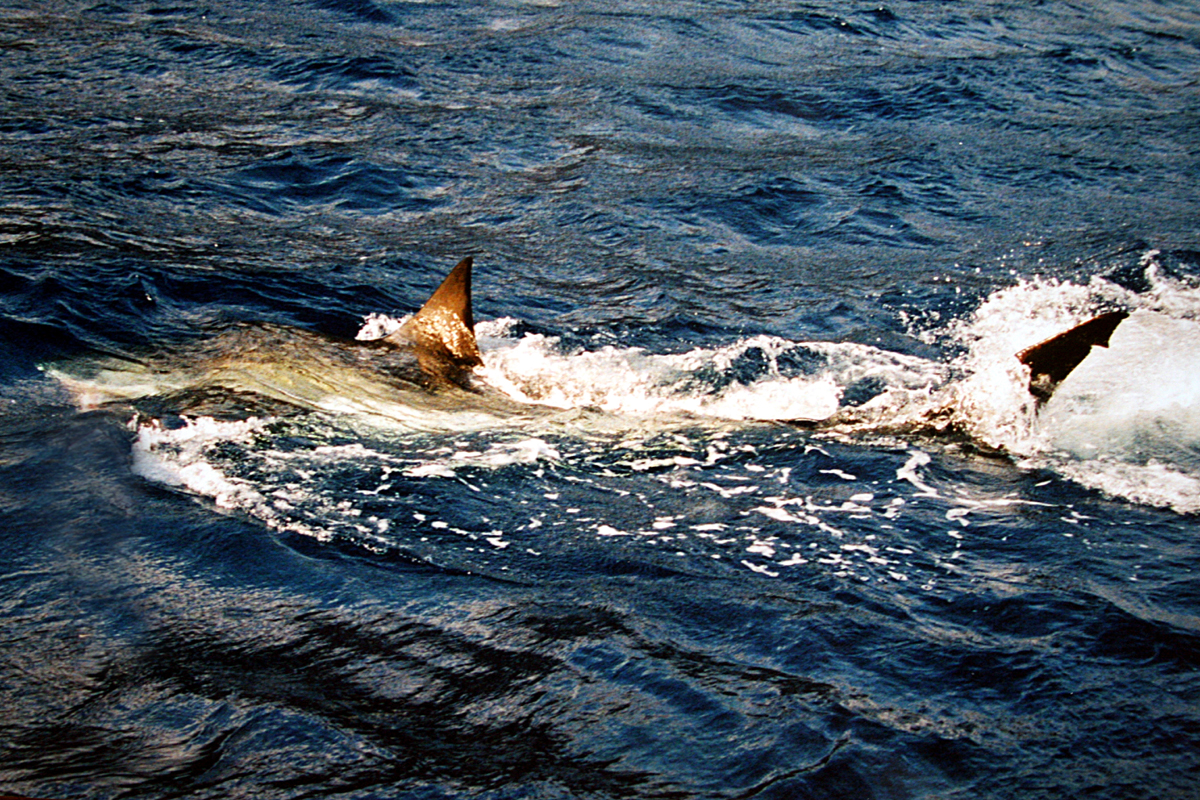
Velký bílý na hladině

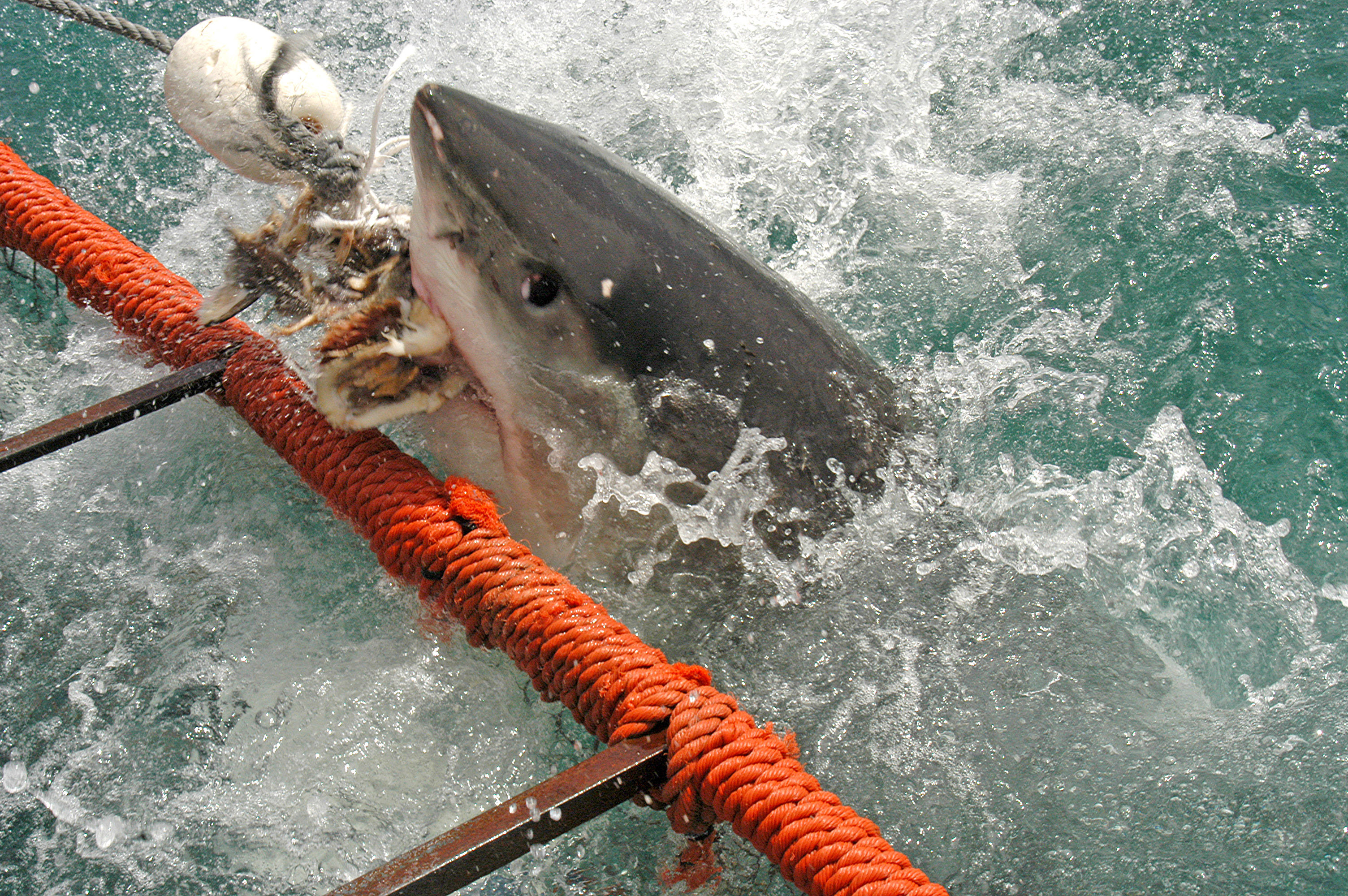
Velký bílý žralok kouše do návnady ve False Bay (Jižní Afrika)

Velký bílý žralok má podobně jako ostatní žraloci zvláštní smysl zvaný Lorenziniho ampule, které mu umožňují detekovat elektromagnetické pole, jenž vzniká pohybem živých zvířat. Bílý žralok dokáže rozpoznat napětí o velikosti půl miliardtiny voltu. Na krátkou vzdálenost tak dokáže rozpoznat i nepohybujícího se živočicha pouze na základě tlukotu srdce. Část ryb má podobný, ale méně rozvinutý smysl v podobě jejich postranní čáry. Aby mohl lépe lovit rychlou a hbitou kořist, jako jsou například lachtani, vyvinula se u bílého žraloka schopnost udržovat tělesnou teplotu vyšší, než je teplota okolní vody. Má k tomu zvláštní adaptaci zvanou rete mirabile (úžasná síť), kdy je studenější tepenná krev v pletenci cév ohřívána teplejší žilní krví, která je zahřátá díky svalové činnosti. Tento mechanismus je schopen udržet některé části těla až o 14 °C teplejší než okolní prostředí, zatímco žábry a srdce zůstávají na úrovni teploty vody. Bílí žraloci se rovněž spoléhají na zásoby tuku a oleje ve svých játrech, které jim umožňují překonávat dlouhé vzdálenosti přes potravně chudé oblasti. Játra jim kromě toho pomáhají při potápění.

#### Síla stisku
Síla stisku čelistí žraloka bílého byla dlouho zahalena mýty a dohady. Nejnovější vědecké výzkumy se přiklánějí k tomu, že není tak velká, jak se myslelo. Tento predátor se nespoléhá v první řadě na sílu, ale především na pilovité zuby a pohyb hlavou ze strany na stranu, což mu umožňuje efektivně oddělovat maso od těla oběti. Vědecký experiment sice přišel v roce 2008 s výsledkem, že jedinec, který vážil 3324 kg, by mohl vyvinout sílu asi 18 000 N (cca 1 800 kg), což je značná hodnota, ale skutečné výsledky in natura k dispozici nemáme.

## Ekologie a chování
Chování a sociální struktura tohoto žraloka není dosud dobře prozkoumána. Při pobřeží Jižní Afriky je hierarchie dána velikostí, pohlavím a teritoriálností. Zjednodušeně lze říci, že větší jedinci mají převahu nad menšími, samice nad samci a rezidenti nad nově připluvšími. Čili velká místní samice bude mít jednoznačně navrch nad malým „přivandrovalým“ samcem. Při lovu se chovají většinou solitérně a konflikty se snaží urovnat rituálními pohyby a ukazováním své velikosti. Občas se navzájem pokoušou. Pokousaní jedinci se vyskytují často a tento způsob komunikace zřejmě patří k běžné vnitrodruhové sociální interakci.
Bílý žralok je jako jeden z mála žraloků znám tím, že vystrkuje hlavu nad hladinu a zkoumá různé objekty či svou potenciální kořist. Velcí bílí jsou obecně velmi zvědavá zvířata, kteří dokazují jistou „nadstandardní“ inteligenci a schopnost socializace. U Seal Islandu byli pozorováni jak připlouvají a odplouvají v klanech o počtu 2–6 jedinců. Není jasné, jestli jde o příbuzné, nicméně struktura je zřejmě podobná vlčím smečkám. Každý člen má určité postavení a klan je veden alfa jedincem. Tyto skupiny nebývají agresivní k jiným klanům.

### Kořist

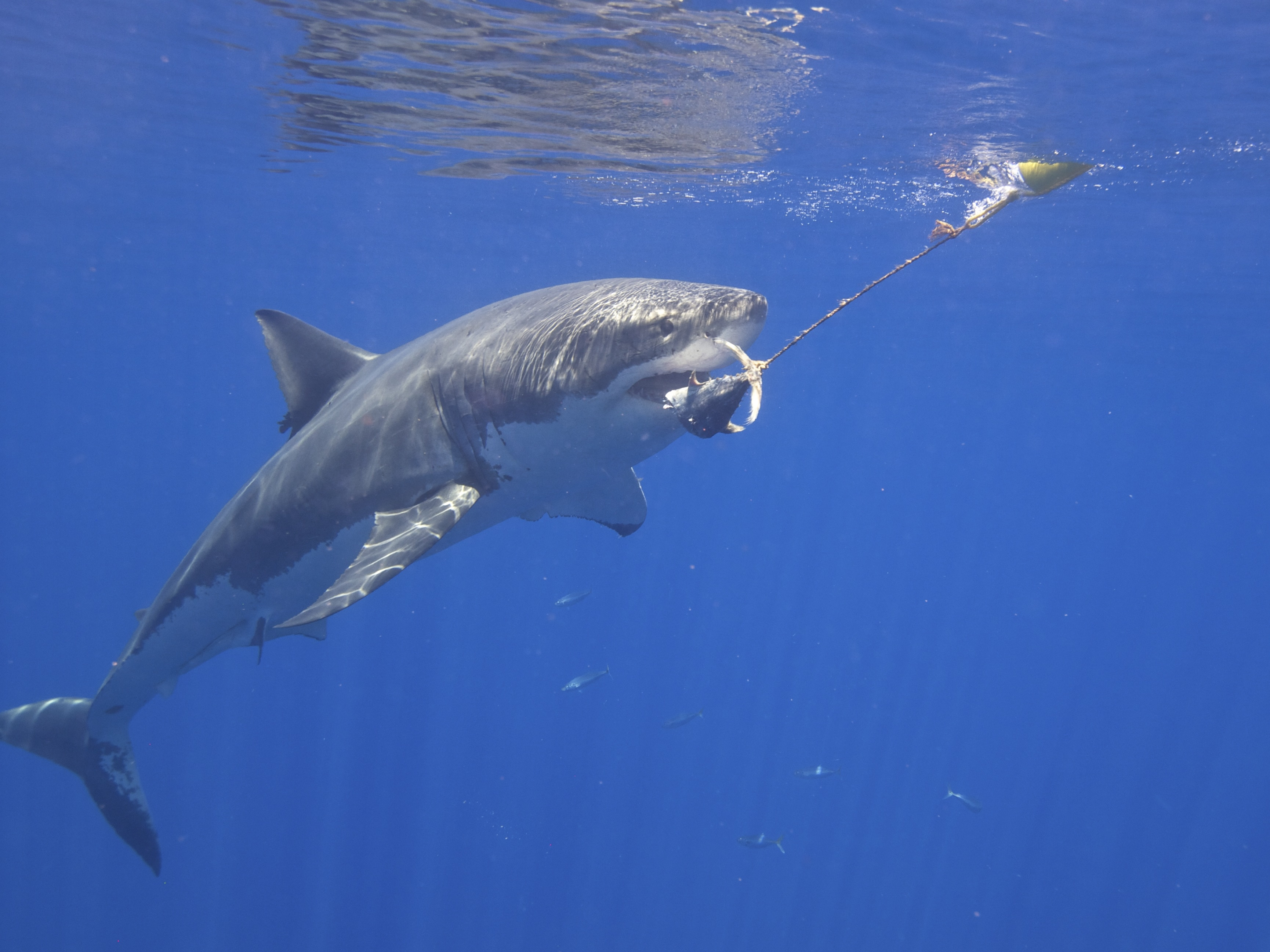
Velký bílý zakousnutý do návnady v podobě tuňáka

Bílí žraloci jsou predátoři, kteří se živí rybami (především tuňáky), jinými žraloky, rejnoky, mořskými savci (kytovci, ploutvonožci, vydrami), mořskými želvami a ptáky. Výjimečně napadají i jinou kořist, jako jsou krokodýli. Analýza jejich žaludků ukázala, že na jejich jídelníčku se mohou ocitnout i žraloci velrybí, ačkoliv není jisté, zda jde o aktivní lov či pouhé mrchožroutství. Rovněž konzumují objekty, které nemohou strávit, ne však v takovém množství jako žraloci tygří. Mladí jedinci bílých žraloků útočí převážně na ryby, neboť jejich čelisti a zuby nejsou ještě tak mineralizované, aby mohli efektivně zdolávat větší živočichy. Hranicí je přibližně délka 3 metry, kterou když dosáhnou, začínají ve větší míře napadat mořské savce. Po dosažení délky 4 metrů se savci stávají jejich hlavní kořistí, ačkoliv jednotliví žraloci se mohou specializovat na různé živočichy. Celkově jsou potravními oportunisty, kteří využívají jakékoliv potenciální nabídky kořisti. Pokud však mají na výběr, přednost dostává potrava s vysokým obsahem tuku. Při jednom pokusu byly žralokům nabídnuty mrtvoly  tuleně, prasete a ovce. I když ochutnal veškerou nabídku, ovci následně nekonzumoval.
U pobřeží Kalifornie žraloci imobilizují rypouše severní (Mirounga angustirostris) tím, že jim zasadí hluboký kousanec do zadní části těla a nechají oběť vykrvácet. Tato metoda je používaná hlavně vůči dospělým samcům rypoušů, kteří jsou obvykle mohutnější než žraloci (váží často mezi 1500–2000 kg) a jsou potenciálně nebezpečnými protivníky. Mnohem častěji nicméně napadají mladé jedince. Vyhlédnutá kořist je většinou napadána rychlým výpadem z hloubky. Tuleni obecní (Phoca vitulina) bývají po útoku staženi pod hladinu až do okamžiku, kdy se přestanou bránit. Potom jsou zkonzumováni těsně pod hladinou. Lachtani kalifornští (Zalophus californianus) jsou napadáni prudkým výpadem zespodu a kousnuti doprostřed těla.
Žraloci napadají delfíny, plískavice a sviňuchy seshora, zezadu či zespodu, aby se vyhnuli detekci ze strany jejich echolokačního zařízení. Byly zaznamenané útoky na plískavice tmavé (Lagenorhynchus obscurus), plískavice šedé (Grampus griseus), delfíny (rody Tursiops a Sousa), sviňuchy obecné (Phocoena phocoena) a sviňuchy běloploutvé (Phocoenoides dalli). Skupiny delfínů se někdy brání tím, že žraloky hromadně obtěžují. Velcí bílí napadají i další kytovce. V srpnu 1989 byl u pobřeží Kalifornie nalezen mladý samec kogie tuponosé (Kogia breviceps) s vykousnutou ocasní ploutví. Loví také vorvaňovcovité, například vorvaňovce Stejnegerovy (Mesoplodon stejnegeri) a vorvaňovce zobaté (Ziphius cavirostris). Mořským želvám se snaží prokousnout krunýře okolo ploutví. Největšími rybami, jenž jim padají za oběť, jsou měsíčníci svítiví (Mola mola).
U pobřeží Seal Islandu, nedaleko False Bay v Jižní Africe napadají místní žraloci především lachtany jihoafrické (Arctocephalus pusillus). Snaží se je zasáhnout při útoku zespodu vysokou rychlostí, přesahující 40 km/h. Pohybují se tak rychle, že při tom většinou vyletí z vody ať už s lachtanem v tlamě nebo bez něj. Pokud neuspějí při prvním přepadu, občas svou kořist pronásledují. Loví především ráno, zřejmě kvůli snížené viditelnosti. Nejúspěšnější jsou do dvou hodin po rozednění (55 %), pak úspěšnost klesne na 40 % a žraloci s lovem nejpozději dopoledne přestanou.

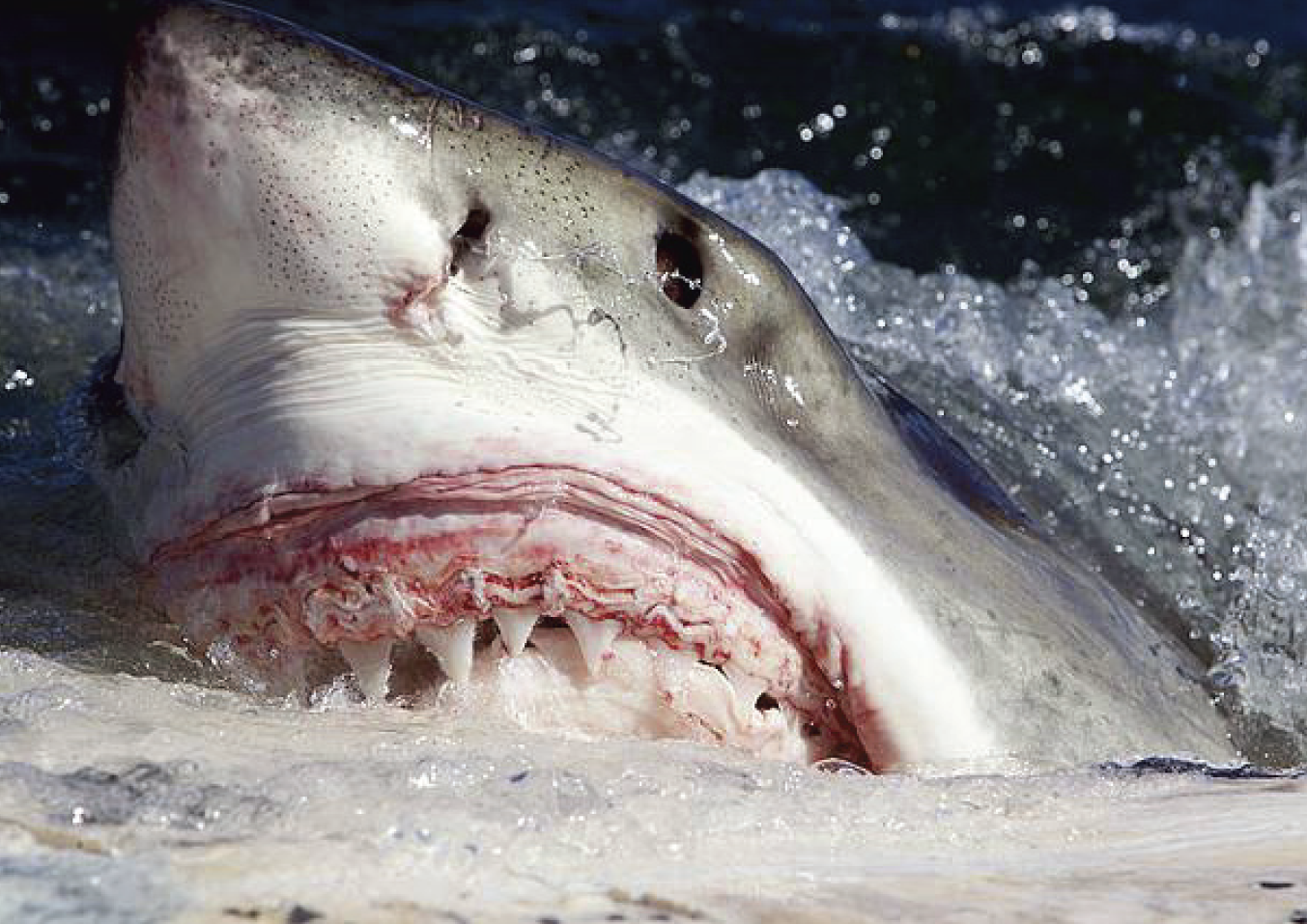
Bílý žralok hodující na mrtvole velryby (False Bay, Jižní Afrika)

Mrtvoly velryb představují důležitou součást jídelníčku bílých žraloků. Odhaduje se, že 30 kg velrybího tuku dokáže zasytit 4,5 metru dlouhého žraloka na 1,5 měsíce. Mezi léty 2000–2010 bylo několikrát detailně pozorováno chování žraloků u velrybích zdechlin poblíž False Bay. Žraloci nalákaní zápachem rozkládající se mršiny nejprve ohryzávali ploutve a zkoumali mrtvolu pomalým obeplouváním. Poté pokusně kousali do různých částí až do objevení na tuk bohatých zón. Ty pak oddělovali pohybem hlavy ze strany na stranu, aniž by při tom zavírali mžurky. To dělají jen při útoku na živou kořist. Často potom vyvrhovali již spolknuté a zjevně málo výživné kousky masa z tlamy a okamžitě se vraceli pozřít více tuku. Po několika hodinách krmení se žraloci stávali letargickými a přesycenými do té míry, že ačkoliv se stále zakusovali, už nebyli schopni sousto od mršiny oddělit. Nakonec pomalu odplouvali do hloubky. Na mršině se živilo až osm jedinců naráz, přičemž nebyly patrné žádné stopy vzájemné agrese a to ani poté, co některý žralok omylem pokousal jiného. Menší jedinci obvykle plavali okolo a pojídali oddělené plavající zbytky. U velrybích mrtvol je možno zahlédnout ty největší kusy žraloků. Ti, zdá se, dávají přednost této výživné a přitom snadno dosažitelné kořisti před namáhavým lovem, který vyžaduje mrštnost a rychlost, jež oni díky své velikosti už zčásti ztratili. Zřejmě zde také hledají partnery na případné páření. Někdy se na velrybích mršinách živí spolu s nimi i tygří žraloci.

### Rozmnožování a život
O rozmnožování bílých žraloků nevíme téměř nic. Jisté důkazy nasvědčují tomu, že hodování na velkých mršinách může být spouštěčem následného páření. Dříve se předpokládalo, že žraloci dosahují pohlavní zralosti okolo 15. roku života, ale nejnovější výzkumy ukazují, že k tomu dochází podstatně později. Samci sexuálně dospívají v asi 26 a samice ve 33 letech. Maximální délka života byla původně odhadována na něco přes 30 let, ale studie Woods Hole Oceanographic Institution jí posunuly na více než 70 let. Samci zřejmě žijí déle a rostou pomaleji než samice. Tato zjištění ukazují mimo jiné i na zranitelnost tohoto druhu, jehož zástupci potřebují dlouhý život na to, aby se vůbec stihli rozmnožit.
Velmi málo víme o chování při páření. Samci mají u břišních ploutví párový pohlavní orgán (clasper). Zřejmě musejí samici nějakým způsobem uchopit čelistmi, aby si jí mohli přidržet a pohlavní orgán zasunout. Velké dospělé samice mají na své hlavě a v blízkosti prsních ploutví stopy zubů jiných žraloků a vědci předpokládají, že jde právě o kousance samců uštědřené během páření. Nikdy nebyl spatřen porod, ale březí samice byly zkoumány a vyšetřovány. Žraloci jsou vejcoživorodí, což znamená, že se vajíčka vyvíjejí v děloze až do doby vyklubání mláděte. Doba březosti trvá zřejmě 11–18 měsíců. Mláďata v děloze požírají neoplodněná vajíčka produkovaná matkou. Velikost mláďat při narození je obvykle více než 1 metr, nejčastěji 120–150 cm, výjimečně však mohou být i poněkud menší (85 cm) či větší. Vrh obsahuje 2–10 mláďat, někdy i více.

### Výskoky, rychlost
Vyskakování z vody je typické pro žraloky lovící lachtany jihoafrické. Jde sice o nepředvídatelné, a proto obtížně zdokumentovatelné skoky, ale existuje o nich již množství fotografií a filmového materiálu. Žraloci se pohybují rychlostí okolo 40 km/h a vyskakují až 10 metrů nad hladinu. Přibližně polovina těchto skokových útoků končí úspěšně. V roce 2011 skočil třímetrový žralok do výzkumného plavidla v Mosel Bay. Tento incident však byl vyhodnocen nikoliv jako útok, nýbrž jako nehoda. Nešlo však o ojedinělý případ, žraloci bílí jsou pověstní tím, že dokážou skočit do malých lodí a člunů. Co se týče maximální rychlosti, již jsou žraloci schopni vyvinout, přesné údaje k dispozici nejsou. Předpokládá se nicméně, že 40 km/h je víceméně jistá dolní hranice maximální rychlosti, přičemž někteří badatelé uvažují o nejméně 56 km/h při krátkodobém maximálním výkonu. Tím se žralok bílý dostává mezi nejrychlejší žraloky. S jistotou ho překonávají jenom jeho bratranci žraloci mako, jejichž maximální rychlost je odhadována na více než 70 km/h.

### Nepřátelé

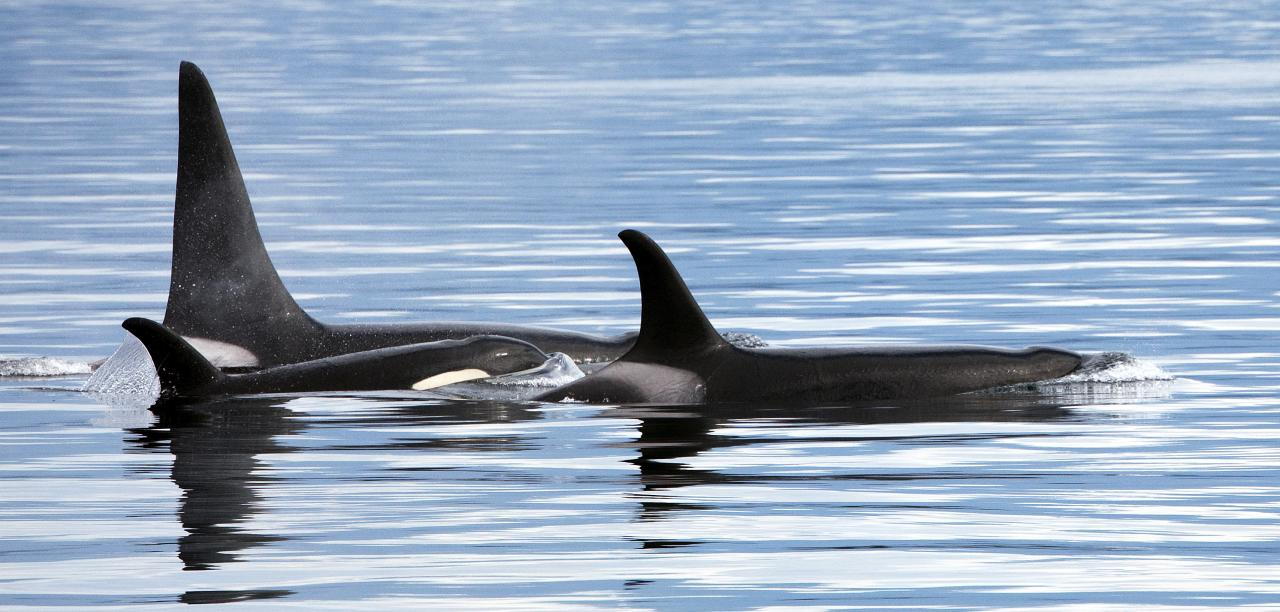
Stádo kosatek může představovat pro bílého žraloka smrtelnou hrozbu.

Mezidruhová kompetice s kosatkou dravou je velmi pravděpodobná v oblastech, kde oba predátoři loví stejnou kořist. Nicméně interakce mezi těmito dvěma predátory je velmi málo prozkoumána. Kosatky dravé jsou obecně považovány za jediného, i když zřejmě jen občasného predátora bílých žraloků a to včetně dospělých jedinců. V říjnu 1997 byl u Farallon Islands při pobřeží Kalifornie zaznamenán případ, kdy asi pětimetrová samice kosatky znehybnila 3–4 metry dlouhého žraloka, tím že ho převrátila na záda (není jisté, zda ho ochromila již předtím prudkým nárazem anebo právě převrácením). Nedošlo při tom k poškození oběti čelistmi. Žraloka následně udržovala v této poloze přibližně 15 minut, načež se udusil. Kosatka mu pak zčásti sežrala játra, bohatý zdroj tuků a olejů. Podobný útok se odehrál v roce 2000, ale jeho výsledek není znám. Po zmíněných útocích místní populace odhadovaná na 100 žraloků zmizela. Jeden z nich byl opatřen vysílačkou. Ta zaznamenala, že se potopil do hloubky 500 metrů a odplaval k Havaji. Žraloci vycítí nebezpečí a opuštění zóny, kde došlo k útoku, je následný obranný mechanismus vůči přítomnosti svého predátora. V roce 2015 napadlo a zabilo stádo kosatek bílého žraloka u pobřeží jižní Austrálie.
Nemoci žraloků bílých nebyly zdokumentovány a tudíž nejsou známy. Občasné nálezy mrtvých kusů na plážích, které nevykazovaly žádné známky zranění či nemoci, nebyly zatím uspokojivě vysvětleny. Jediným zaznamenaným ektoparazitem je žraloček brazilský (Isistius brasiliensis), který kromě bílých žraloků napadá i další větší mořské živočichy včetně dalších žraloků a kytovců. Tato maximálně šedesáticentimetrová paryba doutníkovitého tvaru se přisaje na tělo své oběti a rotačním pohybem z ní pomocí svých čelistí vyřízne kus kůže a masa o průměru několika centimetrů. Zranění, pokud jich není velké množství najednou, nebývají fatální.

## Vztahy s člověkem

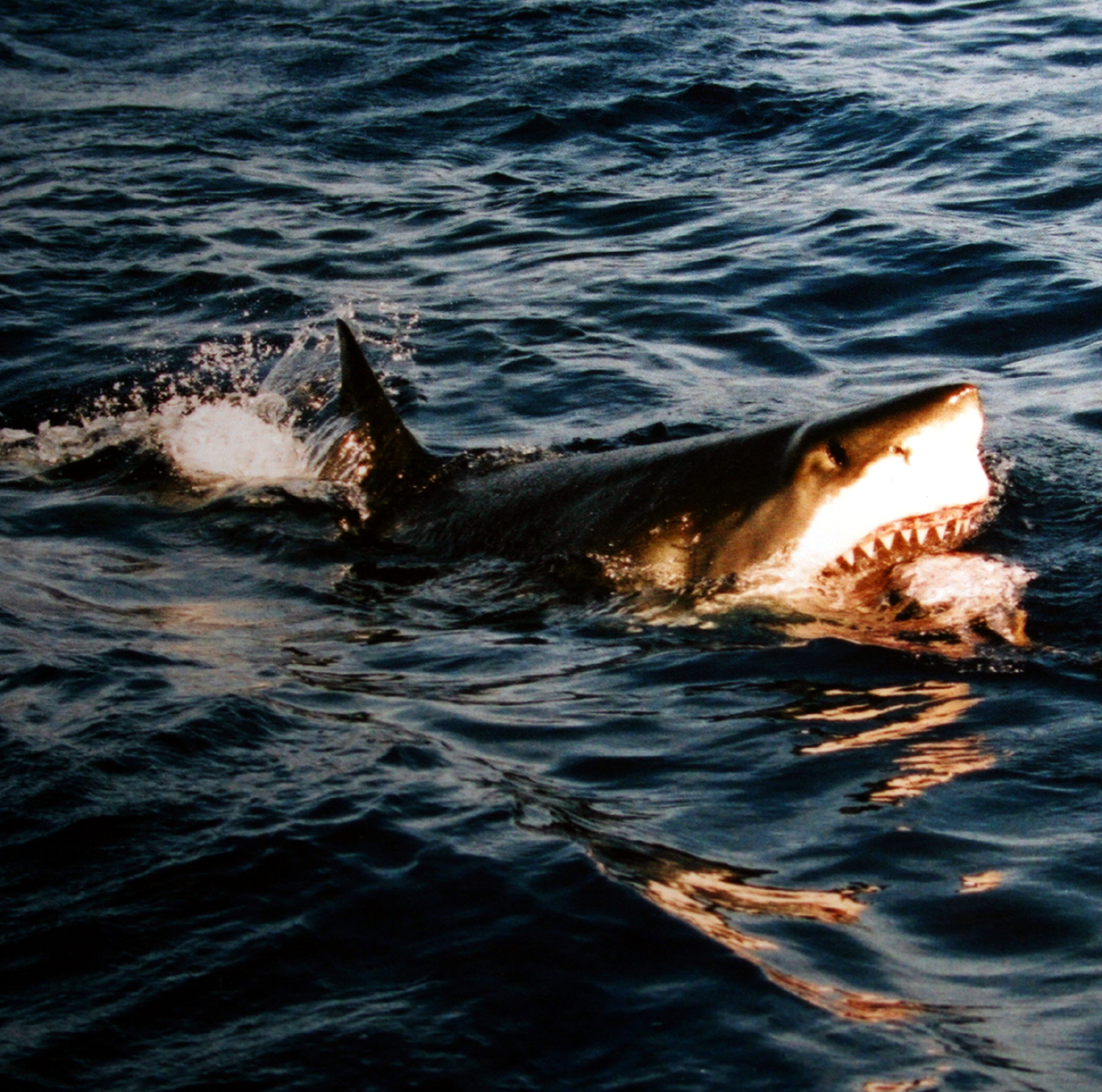
Žralok bílý s otevřenou tlamou na hladině

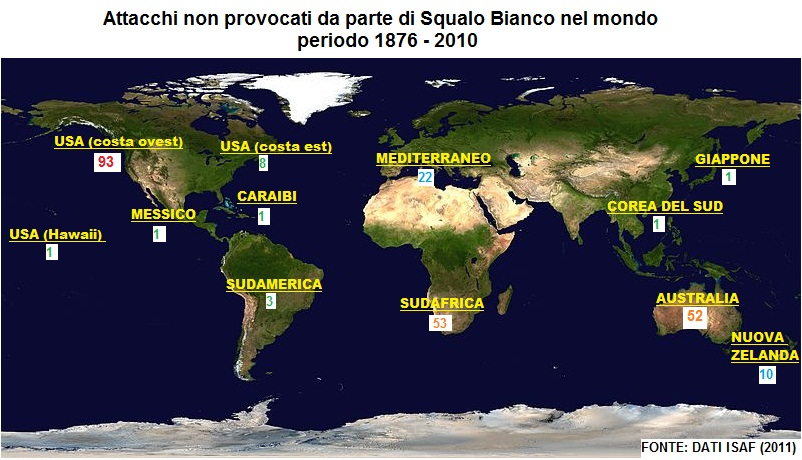
Statistika počtu nevyprovokovaných útoků bílého žraloka podle regionů od roku 1876

### Útoky na lidi
Ze všech druhů žraloků jsou velcí bílí zodpovědní za jednoznačně nejvíce nevyprovokovaných útoků na lidi. Od roku 1580 do roku 2016 bylo statisticky evidováno celkem 314 případů napadení. Ačkoliv při svých útocích zabili žraloci již nejméně 80 lidí, nejedná se o jejich přirozenou kořist a jen málo napadení končí fatálně. V letech 1990–2013 bylo zaznamenáno 153 útoků, z toho 35 smrtelných, což znamená v průměru jen 1,5 úmrtí ročně. Například ve Středomoří došlo za posledních 200 let jen k 31 potvrzeným útokům, z nichž většina měla charakter zkušebních kousnutí. Žraloci takto hryžou do mnoha různých objektů, aby zjistili, o co se jedná. Navzdory všeobecnému mínění není pravda, že by si pletli lidi s lachtany a jinými ploutvonožci. K napadením lidí dochází úplně jiným způsobem než ploutvonožců – nebyl zaznamenán případ, že by na plavce útočili prudkým výpadem zespodu s následným výskokem nad hladinu. K lidem se přibližují pomalu a koušou jakoby bez zásadního úsilí. K většině útoků dochází v kalných vodách či při nízké viditelnosti. Zdá se, že lidé žralokům buď nechutnají nebo jim chutnají nezvykle. Lidské tělo je pro ně možná příliš kostnaté a málo tučné. Málokdy se stane, že by po zkušebním kousnutí svůj útok opakovali. Nevhodný výživový poměr lidského těla pro žraločí zažívání jsou schopny tyto paryby při prvním kousnutí pravděpodobně zanalyzovat. Smrtelné útoky jsou tudíž většinou výsledkem značné ztráty krve a jen málokdy dojde k vyrvání velkého kusu masa. Pokud se to už stane, je to většinou z nohy.
Někteří výzkumníci nicméně přišli s jiným vysvětlením, proč dochází k tak málo opakovaným útokům. Je to údajně proto, že lidské oběti dokážou po prvním útoku uniknout, neboť je většinou někdo vytáhne z vody. Žraloci bílí totiž používají metodu jednoho kousnutí a následného vyčkávání, až jejich kořist vykrvácí nebo zeslábne natolik, že je vhodná ke konzumaci bez rizika obrany. To, že poraněné lidi někdo z vody vytáhne, žraloci nepředpokládají a u jejich běžné kořisti, jako jsou ploutvonožci, se to nestává.
Přes výše řečené představují žraloci v určitých oblastech hrozbu pro lidi a některé úřady podle toho jednají. Vláda Západní Austrálie vydala v roce 2014 nařízení o selektivním lovu velkých žraloků. Na rizikových místech byly nataženy sítě s háky a návnadami, chycení žraloci jsou stříleni a jejich těla házena do moře.

### Útoky na čluny
Bílí žraloci občas napadají a někdy dokonce potápějí malé lodě či čluny. Ze 108 potvrzených útoků, k nimž došlo v Pacifiku, se jen 5 týkalo napadení kajakářů. Maximální délka napadených lodí je 10 metrů. Nejčastěji narážejí do zádi, čímž občas loď poškodí a mohou shodit posádku do moře. V roce 1936 u pobřeží Jižní Afriky jeden velký žralok skočil do rybářského člunu Lucky Jim a katapultoval rybáře do vody. Je pravděpodobné, že mnoho lodí láká žraloky elektrickým polem, které vytvářejí.

### Čelisti
Mnohem více než statistické údaje a vědecká bádání ovlivnilo nazírání na tohoto predátora vydání knihy Čelisti od Petera Benchleye a její následné zfilmování v roce 1975. Bílý žralok dostal mezi veřejností nálepku extrémně nebezpečného, krvelačného, ba přímo děsivého lidožrouta. Krátce po uvedení filmu začal masivní hon na žraloky bez ohledu na druh. V letech po premiéře Čelistí počet velkých bílých žraloků u východního pobřeží Severní Ameriky poklesl o 50 %. Populace žraloků bílých, tygřích a kladivounů spadly na jiných místech až o 90 %. Sám Peter Benchley se následně věnoval ochraně žraloků a krátce před svou smrtí v roce 2006 prohlásil, že po tom, co ví, už by takovou knihu nikdy nenapsal.

### Žralok bílý v zajetí

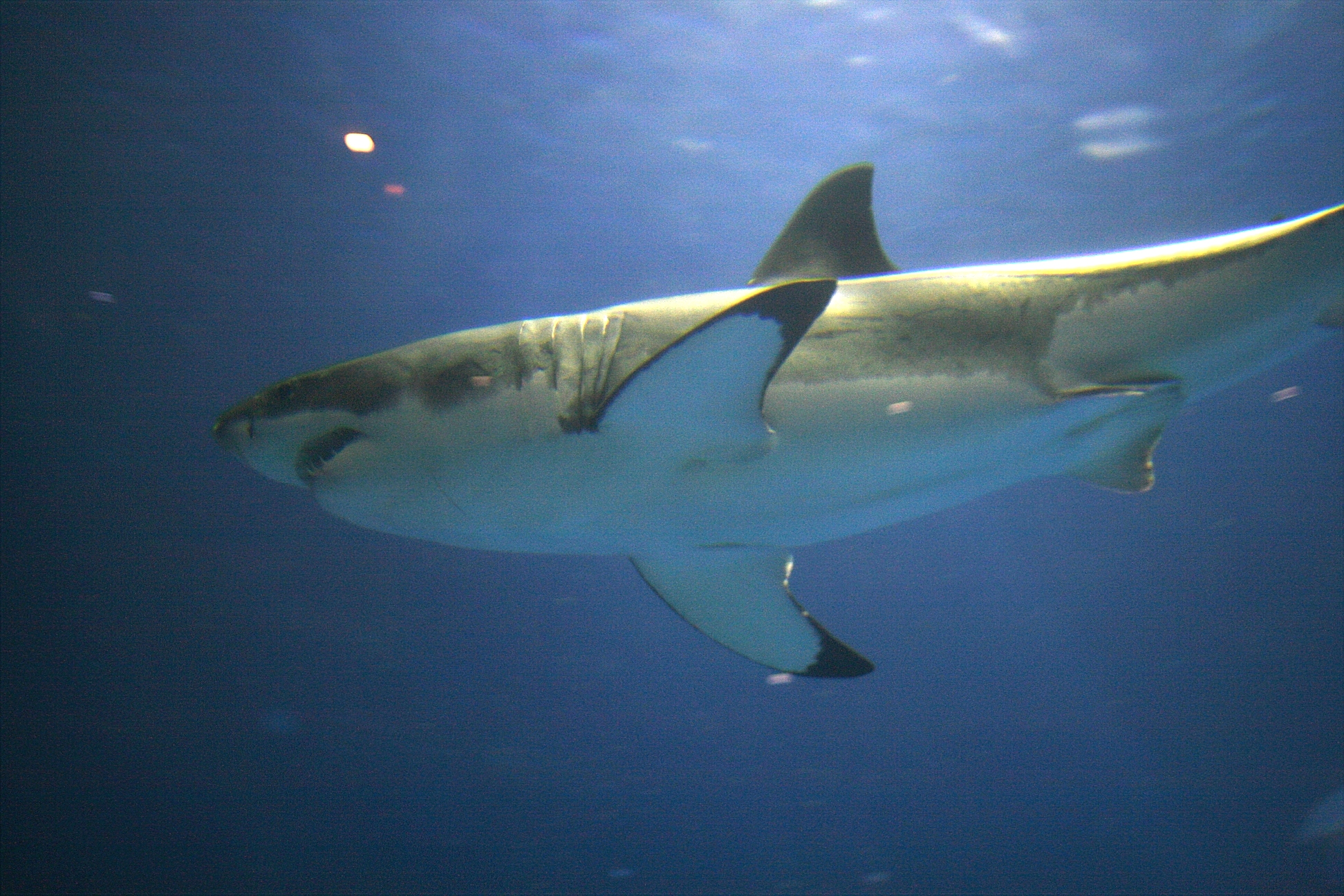
Velký bílý v Monterey Bay Aquarium v září 2006

Až do konce 20. století byli žraloci bílí chováni v zajetí ve velkých akváriích jen krátce, nikdy více než jeden měsíc. Vždycky brzy uhynuli anebo byli puštěni zpět na volné moře. Až v roce 2004 se podařilo udržet žraloka v akváriu téměř 200 dní. Šlo o samici chycenou v Kalifornii a drženou v Monterey Bay Aquarium o objemu 3 800 000 litrů. Za dobu svého zajetí vyrostla o 35 cm a byla vypuštěna zpět do moře, neboť napadala ostatní žraloky. Poté byla ještě měsíc sledována. Od té doby bylo v několika jiných akváriích drženo několik dalších kusů podobně dlouhou dobu, nicméně chovat tyto velké predátory v zajetí je extrémně obtížné. Často odmítají potravu a někdy narážejí do stěn akvária.

### Žraločí turistika

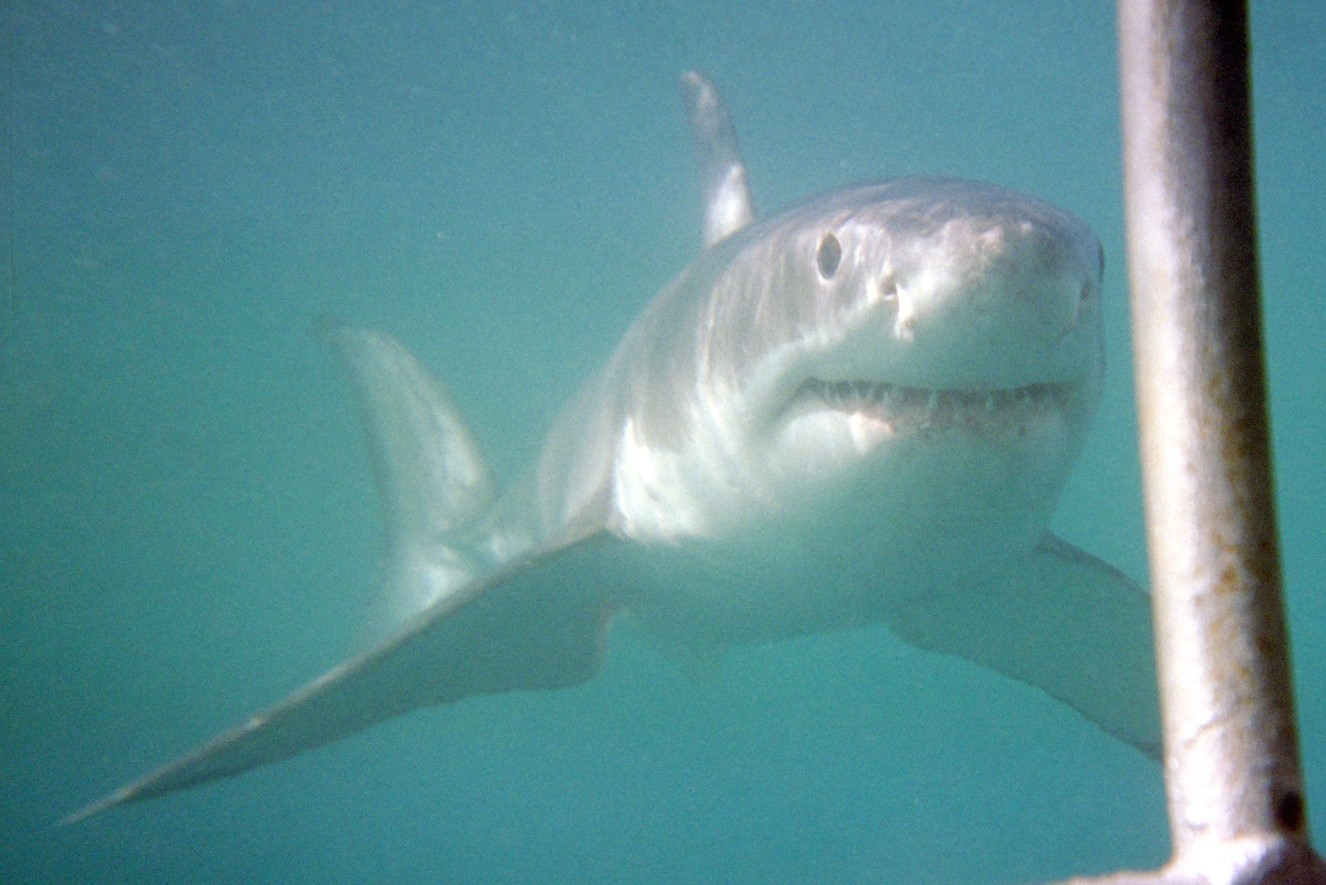
Bílý žralok se blíží ke kleci poblíže Dyer Island (Západní Kapsko, Jižní Afrika).

Potápění v kleci je velmi populární na mnoha místech výskytu žraloků, především v Jižní Africe, jižní Austrálii a Kalifornii. Obvyklou praxí je nalákat žraloky směsí krve, tuku a masa házené do moře a následné tahání návnady před klecí, aby žraloci pluli co nejblíže k turistům. Závažným negativem se jeví to, že žraloci si zafixují asociaci „člověk rovná se jídlo“, což může vytvářet potenciálně nebezpečné situace. Na některých místech byl proto tento druh turistiky zakázán. Společnosti, které toto podmořské safari provozují, se brání, že neexistuje dostatek výzkumů, jenž by potvrdily změnu chování žraloků a obecně je daleko pravděpodobnější, že člověka zabije blesk než žralok. Kompromisem může být používání této metody pouze tam, kde se žraloci vyskytují každopádně (a pokud možno daleko od pláží a turistických středisek) a následně je při tom nepřikrmovat, aby si tento typ lákadla s jídlem nespojovali.
V Neptune Bay v jižní Austrálii byla na přilákání žraloků experimentálně pouštěna i rocková hudba, především od domácí legendy AC/DC. Údajně to fungovalo a žraloky přitahovaly především skladby „Shook Me All Night Long“ a „Back in Black“. Žraločí turistika má v sobě určitě i ekonomický potenciál, neboť má větší finanční přínos než rybářství, což může přispět k ochraně tohoto predátora. Potápění v klecích vydělá na jednom místě v Jižní Africe 9000–27 000 liber denně (stav k roku 2011).

### Reklama
Bílí žraloci jsou pro člověka jakýmsi synonymem všech žraloků, čímž mají silný potenciál kromě jiného i v reklamě. V ní je zdůrazňována buď jejich žravost a lačnost po krvi nebo naopak krása, elegance a možnost, jak získat vrcholné filmové zážitky.

## Ohrožení a ochrana

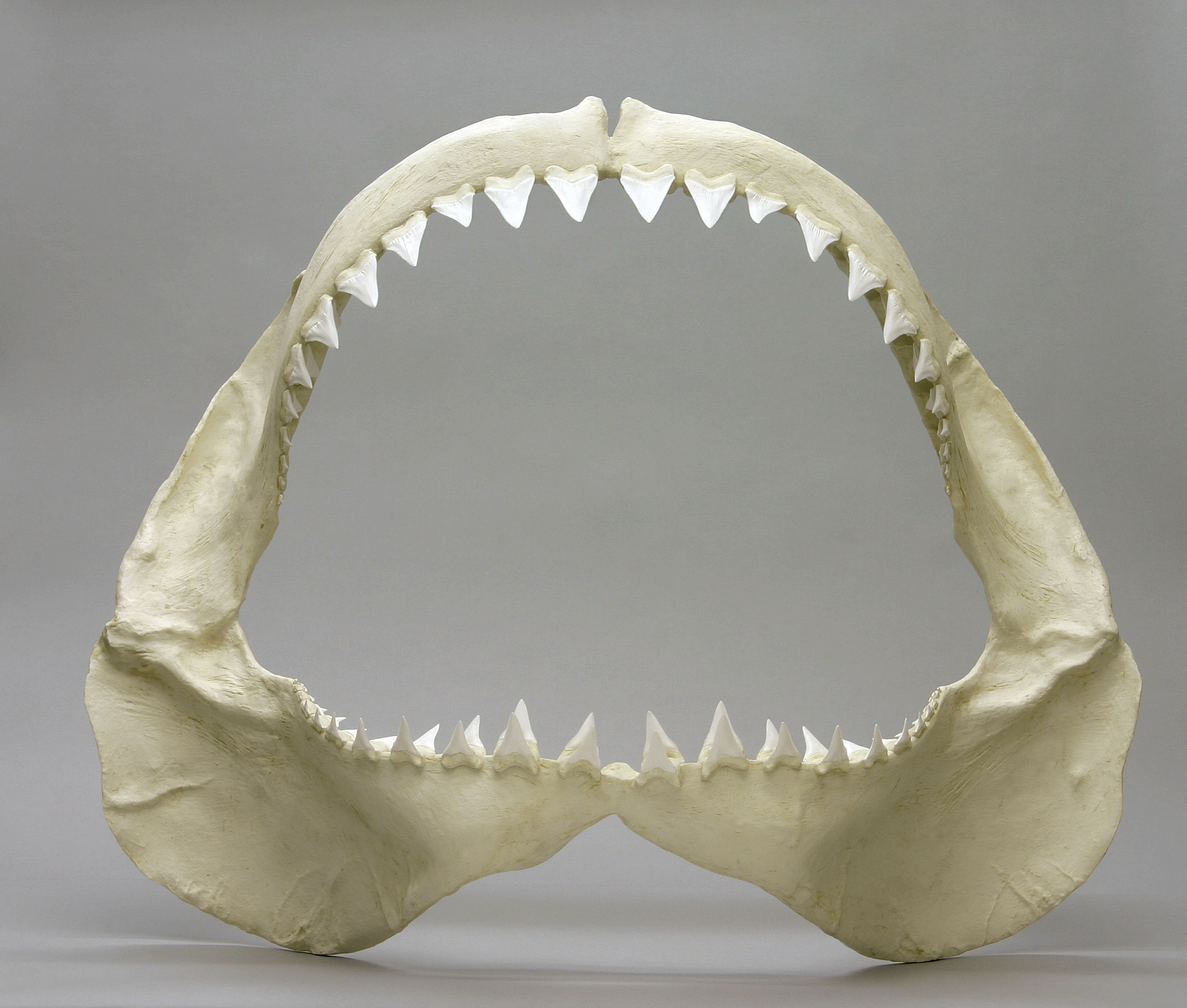
Čelisti bílého žraloky bývají pro sportovní rybáře cennou trofejí.

Není zřejmé, jak moc působí rozvoj rybaření na populaci bílého žraloka. Ačkoliv nejsou k dispozici žádná přesná čísla o celkové početnosti populace, Mezinárodní svaz ochrany přírody ho hodnotí jako zranitelný druh. Hlavním problémem je, že pokud jsou žraloci chyceni mezi narozením a zhruba 26. rokem života, tak se ještě nestihli rozmnožit, což činí jejich populaci obecně velmi zranitelnou. V Úmluvě o obchodování se zvířaty (CITES) je veden v příloze II (Appendix II), což znamená, že obchod s ním je možný pouze s povolením. V roce 2010 byl zařazen do „Konvence o ochraně migrujících druhů divokých zvířat“ (Convention on the Conservation of Migratory Species of Wild Animals) konkrétně do „Memoranda o pochopení ochrany migrujících žraloků“ (Memorandum of Understanding on the Conservation of Migratory Sharks). V únoru 2010 vyšla studie Barbary Block ze Stanfordovy univerzity, v níž je odhadována celosvětová žraločí populace na méně než 3500 jedinců, což je srovnatelný počet s žralokem tygřím. Nicméně několik jiných studií z roku 2014 přišlo s tím, že jen při pobřeží Kalifornie žije asi 2000–2400 bílých žraloků, což by bylo desetkrát více než číslo udávané Barbarou Block (219) a populace je zde na vzestupu.
Rybáři žraloky loví pro jejich čelisti, zuby a ploutve či jako trofejní rybu. Jen málokdy je objektem zájmů komerčního rybářství, ačkoliv maso je považováno za hodnotné.

### Postup v jednotlivých zemích
Australská vláda vede žraloka bílého jako zranitelný druh od roku 1999. Jednotlivé státy Australského svazu ale mohou mít trochu odlišný přístup k jeho lovu či ochraně. Nicméně v poslední době je v této zemi zabíjení žraloků na vzestupu.
Nový Zéland vyhlásil v roce 2007 zónu 370 km okolo souostroví za oblast plné ochrany druhu a lodě plující pod novozélandskou vlajkou nemohou žraloky bílé zabíjet ani mimo toto území. Za porušení nařízení hrozí pokuta 250 000 dolarů a až půl roku vězení.
V USA vydávají jednotlivá nařízení k zacházení s tímto žralokem konkrétní státy. Populace žraloků v severním Pacifiku tvořená jen asi 340 jedinci, kteří jsou navíc geneticky odlišní od ostatních členů druhu, byla zařazena do California's Endangered Species Act. V Massachusetts bylo v roce 2015 zakázáno chytání žraloků, a potápění za nimi v klecích, lákání na návnadu a podobné aktivity jsou možné jen na zvláštní povolení.

### Film
- Dobrodružství oceánů: Carcharias – Velký bílý (ČR, 2001)
- Velký bílý: Nepolapitelný (orig. Great White: The Impossible Shot, GB, 2012)
- Žralok bílý bez ochranné klece (orig. Great White Shark Uncaged, USA, 2004)
- Žralok bílý: Živoucí legenda (orig. The Natural World: Great White Shark – A Living Legend, GB, 2008)
- Záhadný lovec z hlubin – Žralok velký bílý (orig. Great White Appetite, USA, 2009)